# Bercy 92 / Bercy 93 (Dorothée)
 (avril 2013).
Si vous disposez d'ouvrages ou d'articles de référence ou si vous connaissez des sites web de qualité traitant du thème abordé ici, merci de compléter l'article en donnant les références utiles à sa vérifiabilité et en les liant à la section « Notes et références ».
Tournées par Dorothée
Bercy 90 Bercy 94
Bercy 92 / Bercy 93 sont les deuxième et troisième passages de Dorothée dans la plus grande salle d'Europe, le Paris-Bercy, deux ans après Dorothée Bercy 90.

## Historique
C'est l'apogée de sa carrière de chanteuse : douze représentations devant 180 000 spectateurs à Bercy et 330 000 en tournée.
Les slogans du spectacle sont : « Dorothée va faire chanter Bercy » et « Dorothée va monter plus haut que l'Himalaya » (en référence au titre de son tube de l'époque Les neiges de l'Himalaya).
Le concert mobilise une centaine de collaborateurs, sur scène et en coulisse, une scène mobile à deux niveaux, les ballets zaïrois du théâtre Lemba ainsi qu'un éléphant sur lequel Dorothée réalise une entrée spectaculaire en deuxième partie (l'éléphant se nomme Mademoiselle Shamba et son maître M. Harry).
Ce concert est le plus cher jamais présenté à Paris, à cette époque. Les lumières sont encadrées par trois lasers géants. Le prologue de 5 min 30 est spectaculaire : on assiste à l'atterrissage d'un vaisseau spatial baigné de lasers. Il s'agit d'un plateau de 12 tonnes supportant orchestre et choristes qui descend de 18 mètres de hauteur au son d'une musique grandiose.
Ce spectacle fut diffusé sur TF1 en décembre 1992. Sa commercialisation en VHS, le 27 mai 1992 lui vaudra une vidéo de platine pour 350 000 exemplaires écoulés.
Il est constitué en majorité de chansons issues de l'album Les neiges de l'Himalaya ainsi que de certains des plus grands succès de la chanteuse, mais aussi d'une chanson inédite : Pour jouer du rock'n'roll, spécialement écrite pour présenter son orchestre : Les Musclés.
À la fin de la tournée, Dorothée est récompensée d'un « fauteuil d'or » pour ces 500 000 spectateurs. Sur le plan financier, c'est la plus grosse recette au monde en 1992 et la tournée qui attira le plus grand nombre de spectateurs en France, devant Johnny Hallyday et Michael Jackson.
Devant le succès de ce spectacle, il est proposé à Dorothée de rajouter six dates supplémentaires à son Bercy 92 mais des concerts de Michel Sardou sont déjà programmés à la suite. Dorothée signe donc pour six représentations supplémentaires l'année suivante, du 2 au 6 janvier 1993. Il s'agit de Bercy 93 (spectacle identique, agrémenté de quelques chansons de l'album Une histoire d'amour), qui attirera 100 000 spectateurs et dont la captation CD/Live sera nommée aux Victoires de la musique en février 1994 dans la catégorie meilleur album pour enfants.

## Informations
| Personnes sur scène | | |
| Interprète : - Dorothée Conception et mise en scène : - Jean-François Porry Choristes : - Francine Chantereau - Martine Latorre - Catherine Welch (Bercy 93) - Dominique Poulain (Bercy 93) Lumières : - Jacques Rouveyrollis | Musiciens : - Direction musicale : Gérard Salesses - Claude Chamboissier (clavier) - Rémy Sarrazin (basse) - Éric Bouad (guitare et chœur) - Bernard Minet (batterie et chœur) - René Morizur (saxophone et clavier) - Richard Lornac (clavier) - Pierre Pinto (guitare) Costumes : - Jerold Crews Décors : - Yves Pirès | Chorégraphe : - Chris Georgiadis - Jorge Valdes Danseurs : - William Bolongo - Kalé Silva - Alain Tescher - Yann Jonaz - Georges Vallolis - Isabelle Tremsal - Carole Fantony Captation publique : - Pat Le Guen |

## Titres
| No  | Titre                             | Durée |
| --- | --------------------------------- | ----- |
| 1.  | Intro : Les Neiges De L'himalaya  |       |
| 2.  | Les Neiges De L'himalaya          |       |
| 3.  | Tremblement De Terre              |       |
| 4.  | Pour Jouer Du Rock'n Roll         |       |
| 5.  | Où Est Le Garçon ?                |       |
| 6.  | Tous Les Jours De Bonheur         |       |
| 7.  | Allo, Allo, Monsieur L'Ordinateur |       |
| 8.  | Et La Pluie                       |       |
| 9.  | Marylou                           |       |
| 10. | Chagrin d'Amour                   |       |
| 11. | Maman                             |       |

| No  | Titre                        | Durée |
| --- | ---------------------------- | ----- |
| 1.  | Intro : Oh Quelle Histoire ! |       |
| 2.  | Oh Quelle Histoire !         |       |
| 3.  | La Machine Avalée            |       |
| 4.  | Même Les Baleines            |       |
| 5.  | De La Musique                |       |
| 6.  | Nicolas et Marjolaine        |       |
| 7.  | Le Collège Des Cœurs Brisés  |       |
| 8.  | Attention Danger             |       |
| 9.  | Dorothée Rock                |       |
| 10. | Monsieur Bill                |       |
| 11. | Mon Plus Beau Cadeau         |       |
| 12. | Les Neiges de l'Himalaya     |       |

## Crédits
- Paroles : Jean-François Porry.
- Musiques : Jean-François Porry / Gérard Salesses.
- Sauf : Mon plus beau cadeau : Michel Jourdan.

## Dates et Lieux des Concerts

### Bercy 1992
| Date                       | Ville |
| -------------------------- | ----- |
| 18 janvier 1992 20h        | Paris |
| 19 janvier 1992 15h        | Paris |
| 22 janvier 1992 14h        | Paris |
| 25 janvier 1992 15h / 20h  | Paris |
| 26 janvier 1992 15h        | Paris |
| 29 janvier 1992 14h / 18h  | Paris |
| 31 janvier 1992 20h        | Paris |
| 1er février 1992 15h / 20h | Paris |
| 2 février 1992 15h         | Paris |

### Tournée 1992 "Les Neiges de l'Himalaya"
| Date                 | Ville                       |
| -------------------- | --------------------------- |
| 6 février 1992       | Bourg-en-Bresse             |
| 7 février 1992       | Dijon                       |
| 8 février 1992       | Voujeaucourt                |
| 9 février 1992       | St Etienne                  |
| 14 février 1992      | Limoges                     |
| 15 février 1992      | Le Mans                     |
| 16 février 1992      | Orléans                     |
| 27 février 1992      | Bordeaux                    |
| 29 février 1992      | Marseille                   |
| 1er mars 1992        | Antibes                     |
| 4 mars 1992          | Clermont-Ferrand            |
| 6 mars 1992          | Toulouse                    |
| 7 mars 1992          | Nîmes                       |
| 8 mars 1992          | Montpellier                 |
| 15 mars 1992         | Nancy                       |
| 21 mars 1992         | Argentan                    |
| 22 mars 1992         | Liévin                      |
| 24 mars 1992         | Lons-le-Saunier             |
| 25 mars 1992         | Épinal                      |
| 28 mars 1992         | Tours                       |
| 29 mars 1992         | Niort                       |
| 3 / 4 / 5 avril 1992 | Bruxelles                   |
| 7 avril 1992         | Colmar                      |
| 8 avril 1992         | Lyon                        |
| 9 avril 1992         | Grenoble                    |
| 22 avril 1992        | Genève                      |
| 23 avril 1992        | Rouen                       |
| 2 / 3 mai 1992       | Cayenne (Guyane)            |
| 6 / 7 mai 1992       | Pointe-à-Pitre (Guadeloupe) |
| 12 / 13 mai 1992     | Fort-de-France (Martinique) |
| 19 / 20 mai 1992     | La Réunion                  |
| 23 mai 1992          | Ile Maurice                 |
| 22 / 23 juin 1992    | Nouméa (Nouvelle-Calédonie) |

### Bercy 1993
| Date                       | Ville |
| -------------------------- | ----- |
| 2 janvier 1993 15h30 / 20h | Paris |
| 3 janvier 1993 14h30 / 18h | Paris |
| 5 janvier 1993 20h         | Paris |
| 6 janvier 1993 14h30       | Paris |

### Tournée 1993 "Une Histoire d'Amour"
| Date               | Ville       |
| ------------------ | ----------- |
| 18 décembre 1992   | Strasbourg  |
| 19 décembre 1992   | Reims       |
| 20 décembre 1992   | Amiens      |
| 22 décembre 1992   | Vesoul      |
| 23 décembre 1992   | Metz        |
| 17 mars 1993       | Montluçon   |
| 18 mars 1993       | Annecy      |
| 19 mars 1993       | Valence     |
| 20 mars 1993       | Avignon     |
| 21 mars 1993       | Toulon      |
| 23 mars 1993       | Marseille   |
| 24 mars 1993       | Voiron      |
| 26 mars 1993       | Évreux      |
| 27 mars 1993       | Verdun      |
| 28 mars 1993       | Nancy       |
| 13 / 14 avril 1993 | La Réunion  |
| 17 avril 1993      | Ile Maurice |

## Titres Tour 93
| No  | Titre                             | Durée |
| --- | --------------------------------- | ----- |
| 1.  | Intro : Les Neiges De L'himalaya  |       |
| 2.  | Les Neiges De L'himalaya          |       |
| 3.  | Tremblement De Terre              |       |
| 4.  | Pour Jouer Du Rock'n Roll         |       |
| 5.  | Où Est Le Garçon ?                |       |
| 6.  | Tous Les Jours De Bonheur         |       |
| 7.  | Allo, Allo, Monsieur L'Ordinateur |       |
| 8.  | Par Amour Pour Toi                |       |
| 9.  | Marylou                           |       |
| 10. | Chagrin d'Amour                   |       |
| 11. | Bats-Toi                          |       |

| No  | Titre                                                 | Durée |
| --- | ----------------------------------------------------- | ----- |
| 1.  | Intro : Oh Quelle Histoire                            |       |
| 2.  | Oh Quelle Histoire                                    |       |
| 3.  | La Machine Avale                                      |       |
| 4.  | Même Les Baleines                                     |       |
| 5.  | De La Musique                                         |       |
| 6.  | Nicolas et Marjolaine                                 |       |
| 7.  | Le Collège Des Cœurs Brisés                           |       |
| 8.  | Une Histoire d'Amour                                  |       |
| 9.  | Dorothée Rock                                         |       |
| 10. | Monsieur Bill                                         |       |
| 11. | Il Faut Chanter / Changer tout ça (duo Bernard Minet) |       |
| 12. | Toutes Les Guitares Du Rock'N Roll                    |       |